# Chaetanthera renifolia
Chaetanthera renifolia là một loài thực vật có hoa trong họ Cúc. Loài này được (Remy) Cabrera mô tả khoa học đầu tiên năm 1937.